# Rafik Boudiaf
Rafik Boudiaf (en arabe : رفيق بوضياف) est un footballeur algérien né le 14 avril 1979 à Alger. Il évoluait au poste de défenseur.

## Biographie
Il évolue en première division algérienne avec les clubs du MC Alger, ou il a remporté la coupe d'Algérie en 2006, du CA Batna et enfin du CA Bordj Bou Arreridj, puis il termine sa carrière dans des clubs de divisions inférieures. Il dispute 42 matchs en inscrivant un but en Ligue 1.

## Palmarès
MC Alger
- Coupe d'Algérie (1) :
  - Vainqueur : 2005-06.